# Colegiul Național de Artă din Târgu Mureș
Colegiul Național de Artă, mai demult Liceul de Artă, apoi Liceul Vocațional de Artă (în maghiară Művészeti Főgimnázium, mai demult Művészeti Líceum) este un liceu vocațional multicultural, cu profil arte din Târgu Mureș, în care educația se desfășoară atât în limba română, cât și în limba maghiară. Clădirea a fost construită pentru Liceul Romano-Catolic de Fete și se află pe lista monumentelor istorice sub codul MS-II-m-B-15533 și este datată din 1860.

## Clădirea
Clădirea cu două etaje din strada Revoluției (pe atunci Szentgyörgy utca) a fost construită după planurile arhitectului Antal Jelinek în stilul barocului clasicizant, între anii 1890-1892 din averea lăsată prin testament de episcopul Mihály Fogarassy și de prepozitul Károly Weszely. Liceul romano-catolic de fete a fost mutat din Casa cu Arcade în 1890 în noua clădire, iar din 1892 conducerea școlii fost preluată de surorile franciscane. Noua instituție se numea Școala de Fete Romano-Catolică „Sancta Maria” (în maghiară Sancta Maria Római Katolikus Leányiskola) și funcționa până în 1948, când s-au naționalizat instituțile de educație aflate în proprietatea cultelor religioase din România. În 20 august 1949, de ziua Regelui Sfântul Ștefan, conventul surorilor a fost închis de autorități.  După 56 de ani de la naționalizarea, în 2004 clădirea liceului a fost retrocedat bisericii romano-catolice. Pe 23 septembrie 2005 instanța supremă a respins recursul primăriei și a mentinut hotărârea a Curții de Apel prin care bisericii i-au fost retrocedate de către Comisia Specială de Retrocedare de pe lângă Guvern spațiile care i-au fost confiscate abuziv de statul român. 

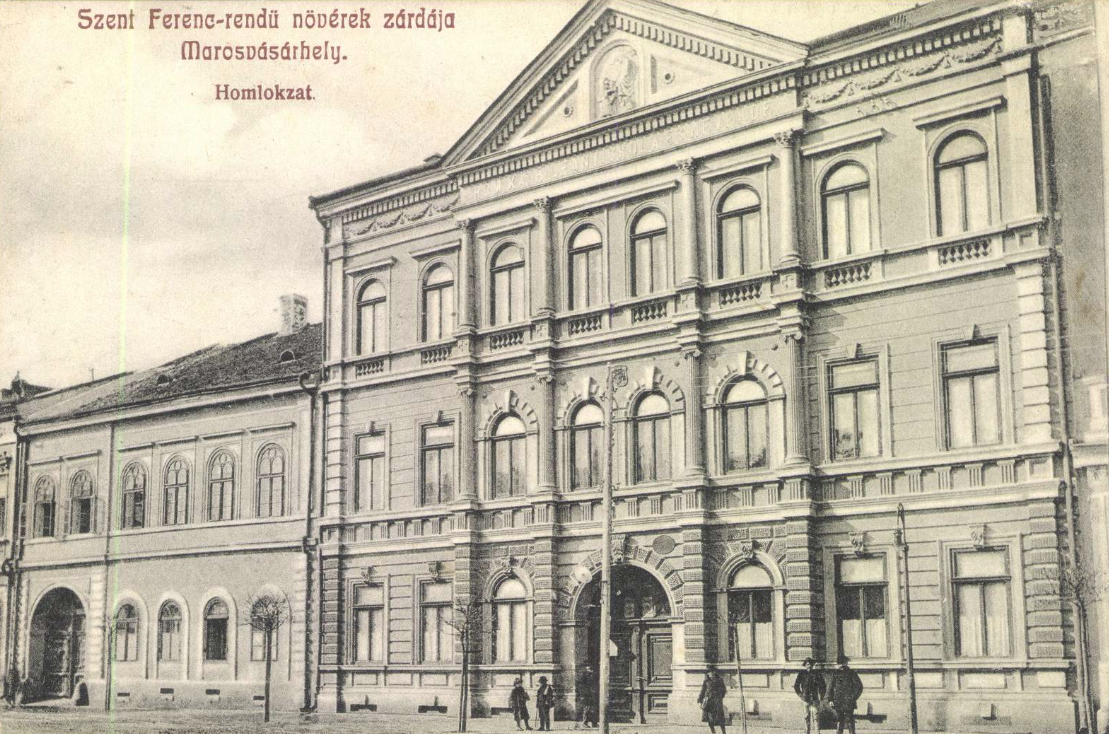
Carte poștală de epocă

## Istoric
Predecesorul Liceului de Artă a fost Școala Orășenească de Muzică înființată în anul 1908 din inițiativa primarului György Bernády în clădirea Palatului Culturii. Instituția a devenit în 1922 Conservator de Muzică și a fost condus de Albert Metz, urmat de Costin Maximilian. Prin înființarea în 1932 a Cursului Liber de Artă Plastică s-a creat o pregătire instituționalizată a celor care doreau o carieră în arta plastică. Liceul Vocațional de Artă în forma de organizare actuală, s-a înființat în anul 1949, ca o instituție de învățământ artistic și a continuat tradițiile celor două instituți predecesoare. 
Ministerului Educației a decis în 26 iunie 2023 să acorde titlul de „colegiu național” unității de învățământ Liceul Vocațional de Artă din Târgu Mureș. Astfel, începând cu anul școlar 2023-2024, unitatea de învățământ liceal se numește Colegiul Național de Artă.
.

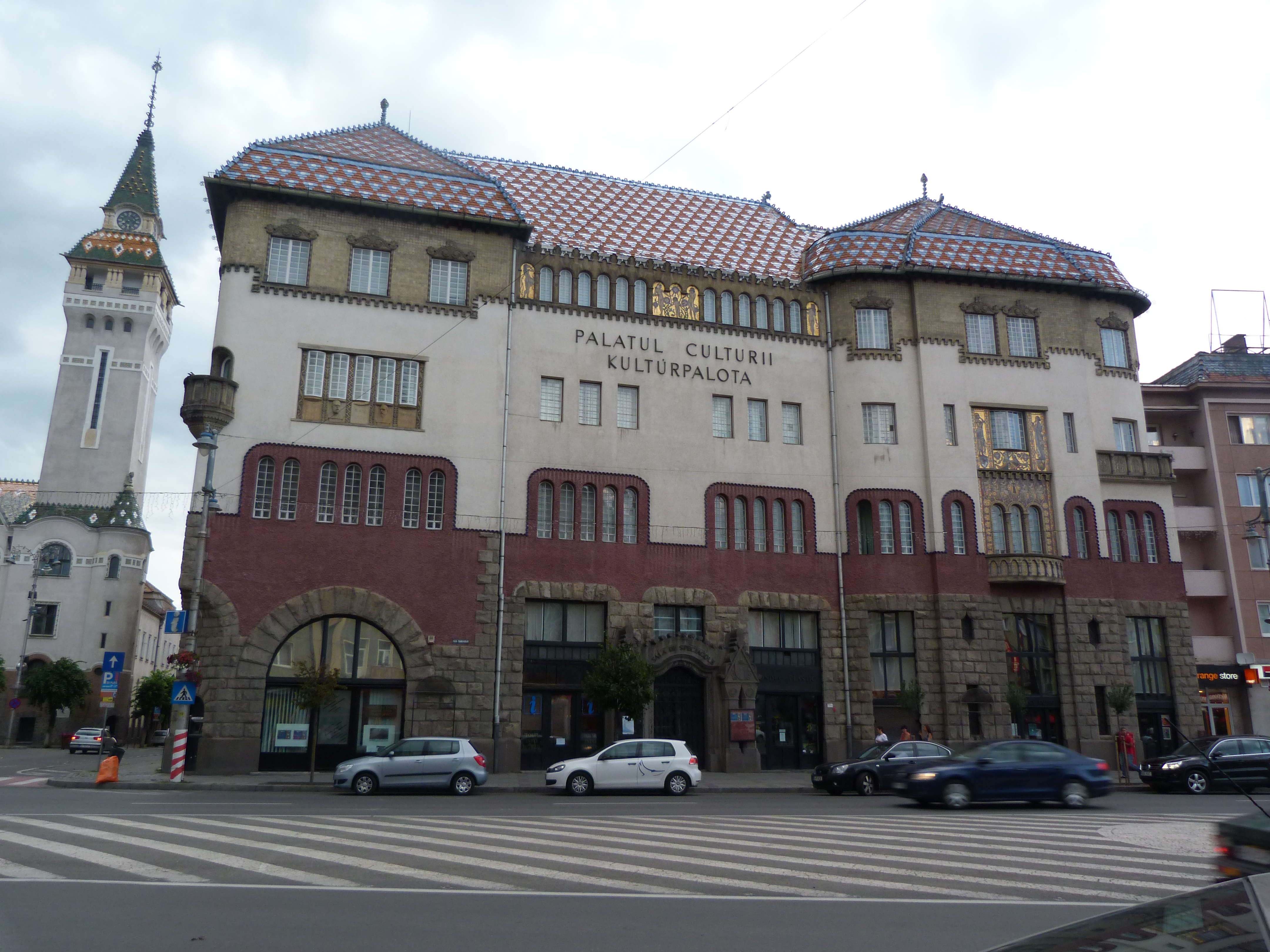
Sediul Școlii Orășenești de Muzică (1908)
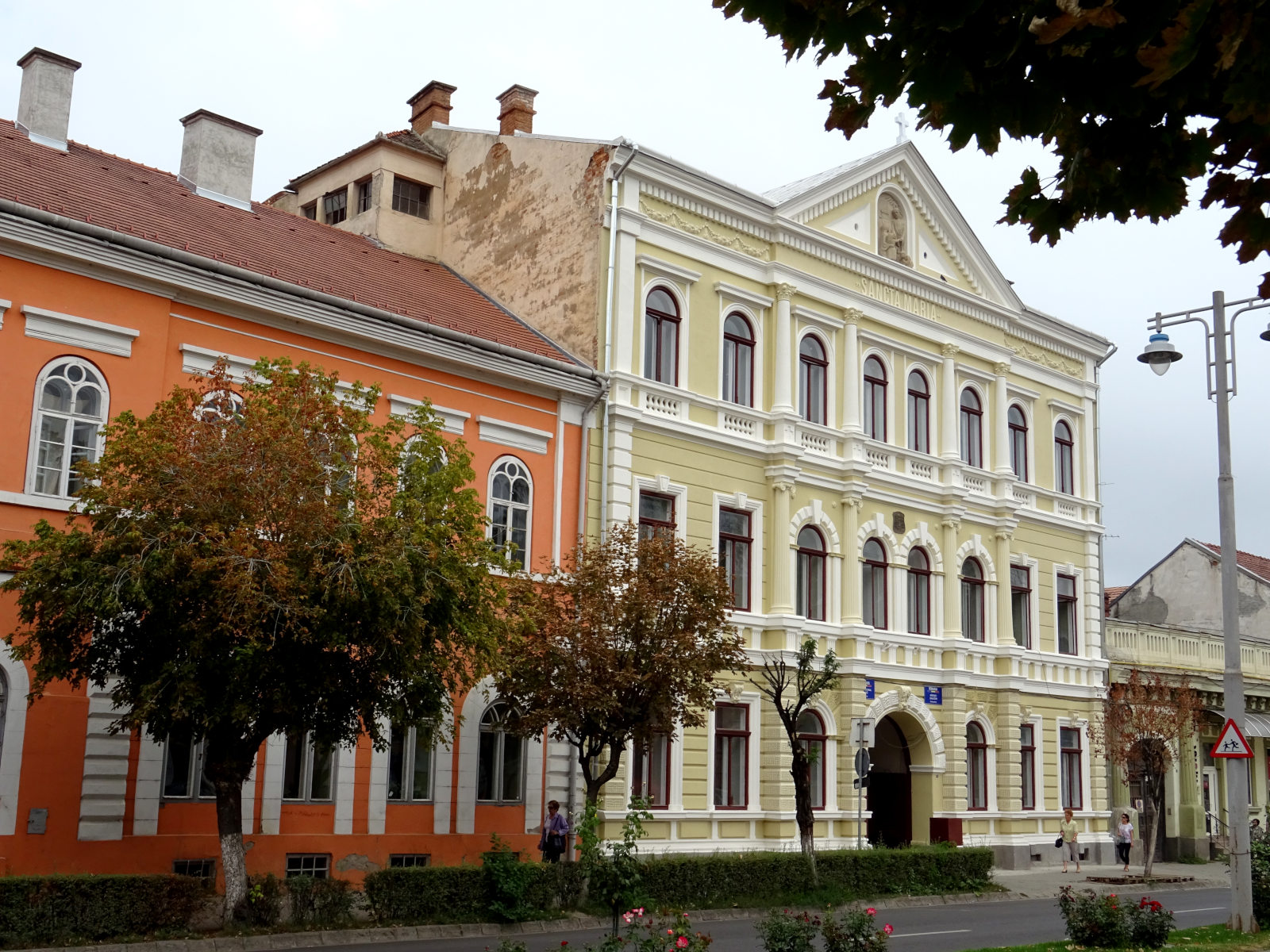
Sediul Liceului de Artă (1949)

## Profesori renumiți
- Éva Barabás⁠(hu)[traduceți] (1943), pictor, profesor de desen între anii 1968-1990
- András Bordi⁠(hu)[traduceți] (1905-1989), pictor, profesor de desen, directorul Palatului Culturii între 1940-1971
- Géza Bordi (1937-2023), profesor de desen și istoria artei[7]
- István Csorvássy (1912-1986), sculptor
- László Hunyadi (1933), sculptor, designer
- Márton Izsák (1913-2004), sculptor, directorul liceului între 1949-1974
- Géza Kozma⁠(hu)[traduceți] (1902-1986), compozitor, dirijor, directorul liceului[8]
- Pál Nagy⁠(hu)[traduceți] (1929-1979), pictor, profesorul liceului între 1952-1976
- Dénes Molnár⁠(hu)[traduceți] (1947-2000), grafician, absolventul, ulterior profesorul liceului
- Gábor Piskolti (1913-1970), pictor, profesor de desen, muzeograf la Muzeul de Artă din Târgu Mureș[9]
- József Trózner⁠(hu)[traduceți] (1904-1896), compozitor, profesor de muzică[10]
- Sarolta Trózner (1911-2000), profesor de pian, strănepoata renumitului compozitor de operă, Ferenc Erkel[11]

## Absolvenți renumiți
- Katalin Bandi⁠(hu)[traduceți] (1952), designer
- László Botár (1959), pictor, grafician, designer
- Boldizsár Csíky⁠(hu)[traduceți] (1937), compozitor, profesor, directorul Filarmonicii de Stat din Târgu Mureș
- Levente Csutak⁠(hu)[traduceți] (1940), grafician, redactor
- Magda Csutak⁠(hu)[traduceți] (1945), ceramist
- István Gergely⁠(hu)[traduceți] (1939), sculptor
- Mária Miklóssy⁠(hu)[traduceți] (1940), pictor
- István Petrovits⁠(hu)[traduceți] (1945), artist
- Péter Tuzson-Berczeli⁠(hu)[traduceți] (1966), pictor
- Viktor Román (1945), sculptor